# حزام بغداد
أحزمة بغداد هي المناطق السكنية والزراعية والصناعية، وكذلك البنية التحتية للاتصالات والنقل التي تقع ضمن دائرة نصف قطرها عشرين أو ثلاثين ميلا من بغداد، وهي تطوق العاصمة العراقية، وتربط بينها وبين مناطق أخرى من العراق. يستخدمها المتمردون لشن هجمات على العاصمة بغداد .

## التركيبة السكانية
حزام بغداد ويمتداد من الشمال وعلى مدار بغداد حتى الجنوب من العاصمة ويشمل المدن العربية السنية وشمال بابل ويبلغ عدد سكانها حوالي 10 ملايين لسنة 2010، وشهد مواجهات شديد بين المليشيات الشيعية وتنظيم القاعدة أدَّت لمقتل ونزوح الألف منه لسنة 2006.

## موقع
الأحزمة يمكن وصفه بالمقاطعات المجاورة للعاصمة العراقية ويمكن تقسيمها إلى أربعة أجزاء: شمال شرق وجنوب شرق غرب شمال غرب. تبدأ في الشمال، وتشمل الأحزمة محافظة صلاح الدين باتجاه عقارب الساعة إلى إقليم بغداد وديالى في الشمال الشرقي وبابل وواسط في الجنوب الأوسط الأنبار في الغرب.

## حرب العراق 2003
بين عامي 2004 و 2003-11 حزيران/يونيو 2007، تنظيم القاعدة في العراق الميليشيات الشيعية في بغداد تستخدم مواقع أحزمة الأمان في عمليات قتالية في العاصمة. ووفقا لما ذكره الجنرال أوديرنو، قائد القوات الأميركية في العراق «الهجمات التي وقعت في بغداد غالبا ما تنشأ في هذه المناطق». في عام 2006، ألقت القوات الأمريكية القبض على الخارطة في رسمها ثم تنظيم القاعدة في العراق أبو مصعب الزرقاوي، الذي أظهر القاعدة أولوية عالية على ضبط أحزمة الأمان باعتبارها وسيلة لنقل الأسلحة والمقاتلين وكذلك توفير قواعد في بناء مصانع لصناعة القنابل.

### عملية الشبح الرعد
بدأت عملية الشبح الرعد في أوائل عام 2007، أعلن قائد القوات الاميركية في العراق الجنرال ديفيد بيتراوس ارتكبت ثلاث من خمس كتائب من زيادة الأحزمة. وفي حزيران/يونيو 2007، كجزء من حملة على نطاق البلد لتأمين البلاد عدد من العمليات في أنحاء وأحزمة الأمان: غرب بغداد - قامت القوات الأمريكية والشرطة العراقية عملياتها حول بحيرة الثرثار
شمال شرق بغداد - اروهيد السفاح
جنوب شرق بغداد - الشعلة
جنوب بغداد - عملية الكوماندوز

## العراق 2014
أثناء الهجوم أن الدولة الإسلامية في العراق وبلاد الشام ضد الحكومة العراقية في حزيران/يونيه 2014، وتكهن محللون بأن إستراتيجية الحزب هو اتباع الزرقاوى خطة الاستيلاء على بغداد الأحزمة قبل تطويق بغداد.
الميليشيات الشيعية وقوات الأمن العراقية قد اتهم بمحاولة التخلص نهائيا من بغداد الحزام السنة من اجل تهيئة الأرض ذات الاغلبية الشيعية والتي لا يفصلها عن المناطق السنية التي مزقتها الحرب.